# Бор (Ухтостровское сельское поселение)
Бор — деревня в Холмогорском районе Архангельской области.

## География
Находится в центральной части Архангельской области на расстоянии приблизительно 6 км на север-северо-восток по прямой от административного центра района села Холмогоры в центре острова Ухтостров в нижнем течении реки Северная Двина.

## История
Отмечена уже на карте Шуберта первой половины XIX века. В 1859 году здесь (тогда деревня Холмогорского уезда Архангельской губернии) было учтено 15 дворов. До 2022 года входила в Ухтостровское сельское поселение до его упразднения.

## Население
Численность населения: 85 человек (1859 год), 16 (русские 94 %) в 2002 году, 6 в 2010.